# ۲۱۱ ام‌دی
۲۱۱ ام‌دی (به انگلیسی: 2011 MD)، یک سیارک آپولو است که که از فاصله‌ای نسبتاً نزدیک به سطح زمین گذشته‌است. این فاصله در حدود ۱۲٬۰۰۰ کیلومتر (۷۵۰۰ مایل)؛ تقریباً فاصله‌ای برابر با قطر زمین، و در تاریخ ۲۷ ژوئن، ۲۰۱۱ در حدود (17:00 UTC) (۱۳:۰۰ به وقت شرق آمریکا) رخ داده‌است.< اگر چه در ابتدا باور کلی بر این بود که جسم یکی از زباله‌های فضایی است، مشاهدات بعدی تأیید کرد که آن یک سیارک است.
چند ساعت پیش از نزدیکترین رویکردِ آن در سال ۲۰۱۱، سیارک نزدیک به خورشید پدیدار شد، بنابراین مشاهدهٔ آن تنها برای یک دورهٔ کوتاه امکان‌پذیر بود. اخترشناسان آماتور در استرالیا، جنوب آفریقا و آمریکا توانسته بودند آن را با تلسکوپ‌های خود مشاهده کنند.